# Taksin
Taksin (en tailandés: สมเด็จพระเจ้าตากสินมหาราช, RTGS: Somdet Phra Chao Taksin Maha Rat), 17 de abril de 1734 – 7 de abril de 1782, fue el único rey del reino tailandés de Thonburi. Es venerado por el pueblo tailandés por su liderazgo en la liberación del país de la ocupación birmana después de la segunda caída de Ayutthaya en 1767 y la posterior unificación tras ser dividido entre varios señores de la guerra.
Fundó la ciudad de Thonburi como nueva capital, debido a la destrucción de la ciudad de Ayutthaya por los invasores. Su reinado se caracterizó por numerosas guerras, luchó para rechazar nuevas invasiones birmanas y someter el reino Lanna del norte de Tailandia y los principados de Laos. Fue sucedido por el rey Buddha Yodfa Chulaloke, fundador de la dinastía Chakri.
Aunque la guerra ocupó la mayor parte su reinado, le dio una gran atención a la política, la administración, la economía y el bienestar del país. Promovió el comercio y fomentó las relaciones con otros países, entre ellos China, Gran Bretaña y los Países Bajos.
Construyó caminos y canales, además reconstruyó y renovó los templos, trató de revivir la literatura y diversas ramas de las artes, como el teatro, la pintura, la arquitectura y la artesanía. También emitió regulaciones para promover la educación y el estudio religiosos. En reconocimiento de lo que hizo por los tailandeses, posteriormente fue galardonado con el título de Maharaj «el grande».